# 이상윤 (1969년)
이상윤(李相潤, 1967년 4월 10일 ~ )은 대한민국의 전 축구 선수이자 현 축구 해설가로 현재 MBC 스포츠플러스, 쿠팡플레이, 스카이스포츠, 한국프로축구연맹 K리그의 축구 해설위원으로 활동하고 있으며 현역 시절 성남 FC, 제주 SK 등에서 미드필더 겸 공격수로 활약했다.

## 클럽 경력
1990년 성남 FC에서 데뷔하여 1993년부터 1995년까지 성남의 K리그 3연패와 1995년 AFC 챔피언스리그 우승에 큰 공헌을 하였고 특히 1993년에는 K리그 MVP를 차지하였다. 1995년 6월 17일 포항 스틸러스와의 원정 경기에서 K리그 통산 9번째로 20-20 클럽에 가입하였고 1996년 8월 31일 부산 아이파크와의 경기에서 K-리그 통산 4번째로 30-30클럽에 가입하였다.
1999년 1월 서정원에 이어 프랑스 르샹피오나의 FC 로리앙에 진출한 경력 또한 가지고 있으나, 5경기를 뛴 후 그 해 여름 친정팀인 성남 FC로 복귀하였다. 이후 2001년 제주 유나이티드로 이적하였고 그 해 프로 생활을 마감하였는데 같은 해 게스트로 출연한 <출발 드림팀>(KBS 2TV)이란 방송 프로그램에서 팔이 부러지는 부상을 당하기도 했으나 2001년 4월 29일 대전 하나 시티즌과의 홈 경기에서 K리그 통산 4번째로 40-40클럽에 가입하였다. 잠시 실업 팀인 서울시청 입단을 고려하였으나 차범근 감독이 운영하는 차범근 축구교실 코치직을 수락하면서 선수 경력을 마무리하였다.

## 국가대표팀 경력
1990년 2월 4일 노르웨이와의 친선 경기에서 데뷔하여 같은 경기에서 첫 A매치 득점을 올렸다. 1990년 FIFA 월드컵과 1998년 FIFA 월드컵에 참가하였으며 국제 A매치 통산 29경기에서 12골을 기록했다.

## 지도자 경력
2001년 은퇴한 이후에 2002년부터 차범근 축구교실의 코치로 활동하며 유소년 양성에 힘쓰다가 2011 시즌을 앞두고 부산 아이파크의 감독으로 취임한 안익수 감독을 따라 부산의 코치로 부임하여 2011년까지 안익수 감독을 보좌했다. 2012년 여자 축구 팀 충남 일화 천마의 감독을 맡았다가 팀의 해체로 감독직에서 물러났다. 이후 2014년 시민구단으로 바뀐 친정팀 성남 FC에서 박종환 감독의 수석코치로 영입되었다가 4월 박 감독이 김성준 선수 폭행 건으로 사퇴하자 수석코치로 사실상 감독대행을 맡았다. 7월에 감독대행으로 지명되면서 차기 감독 유력 후보로 떠올랐으나 부진한 성적을 벗어나지 못한 데다 이영진(현 베트남 축구 국가대표팀 수석 코치) 코치와 갈등을 빚은 끝에 8월 말에 사퇴했고 2015년부터 2017년까지 건국대학교 축구부 감독을 역임했다.

## 플레이 스타일
현역 시절 주 포지션은 오른쪽 윙어로써 당시에 보기 드문 기교파 공격수로 주목받았으며, 빠른 몸놀림으로 상대의 측면을 돌파해 결정적인 순간 골을 성공시키는 해결사 역할을 하기도 하였다.
대한민국에서 처음으로 헛다리짚기를 사용한 선수로도 유명하다. 

## 그 외
- 2006년에 축구 해설가로 데뷔하여 2010년까지 활동하였다.[3] 2013년 해설가로 복귀했다.[4]
- 1995년 일화와 포항의 챔피언 결정전은 2번의 무승부 끝에 3차전까지 이어졌는데, 3차전 연장 전반 12분에 이상윤이 골든골을 터뜨리면서 일화가 첫 K리그 3연패를 달성했다. 이상윤의 골든골은 K리그 첫 골든골이다.
- 1998년 프랑스 월드컵 멕시코과 첫 경기 직전 훈련 도중에 김태영의 슛을 관자놀이에 맞고 기절한 탓에 월드컵 경기 멕시코전에서 제 기량을 발휘하지 못했다.[5]
- 2001년 부천 SK 이적 후 리그 개막 전 KBS〈출발 드림팀〉에 팀 동료들과 함께 출연했으나 촬영중 팔이 부러지는 부상을 당했고, 결국 이듬해 선수 생활을 마감하고 은퇴하게 되었다.[6]

• 2019년 유투브 가레스TV를 통해 여러 가지 축구 콘텐츠를 진행하고 있다.
• 서울특별시 강서구 마곡동에서 SC마곡축구아카데미를 운영하면서 유소년을 육성중이다.

## 경력 목록

### 클럽 경력
- 1990년 ~ 1998년  일화 천마 / 천안 일화 천마
- 1999년  FC 로리앙
- 1999년 ~ 2000년  천안 일화 천마 / 성남 일화 천마
- 2001년  부천 SK

### 국가대표팀 경력
- 1990년 FIFA 월드컵 대표
- 1998년 FIFA 월드컵 대표

### 지도자 경력
- 2011년 부산 아이파크 코치
- 2012년 충남 일화 천마 감독
- 2014년 성남 FC 수석코치 -> 감독 대행
- 2015년 건국대학교 감독

## 수상 내역

### 개인
- 1991년 K리그 베스트 11 선정
- 1993년 K리그 베스트 11 선정
- 1993년 K리그 MVP 수상

### 클럽

#### 성남 FC
- K리그 우승 3회 (1993년, 1994년, 1995년)
- K리그 준우승 1회 (1992년)
- FA컵 우승 1회 (1999년)
- FA컵 준우승 2회 (1997년, 2000년)
- 아디다스 컵 우승 1회 (1992년)
- 아디다스 컵 준우승 1회 (1995년)
- 대한민국 슈퍼컵 준우승 1회 (2000년)
- 아시안 클럽 챔피언십 우승 1회 (1996년)
- 아시안 클럽 챔피언십 준우승 1회 (1997년)
- 아시아 슈퍼컵 우승 1회 (1996년)